# Adam Sandurski

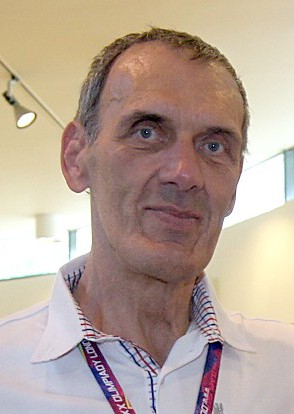
Adam Sandurski 2012

Adam Sandurski (* 8. Februar 1953 in Zarzecze bei Rzeszów) ist ein ehemaliger polnischer Ringer.

## Werdegang
Adam Sandurski spielte in seiner Jugend zunächst Basketball und versuchte sich im Boxen, ehe er im Alter von schon 20 Jahren zum Ringen fand. Als junger Erwachsener hatte er sich zu einem „Riesen“ von 2,14 m Größe und einem Körpergewicht von ca. 135 kg entwickelt. Er war also ein ausgewachsener Superschwergewichtler. Der Verein, bei dem er von den Trainern Jan Małek und Eugeniusz Nejmark zu einem hervorragenden Freistilringer ausgebildet wurde, war „Stal“ Rzeszów. 1978 wurde er erstmals polnischer Meister im Superschwergewicht. Seine internationale Ringerlaufbahn hatte aber schon ein Jahr vorher mit einem 6. Platz bei der Europameisterschaft in Bursa begonnen. Freilich musste er bei dieser Meisterschaft als Neuling viel Lehrgeld bezahlen, denn er verlor seine beiden Kämpfe, die er bestritt und der 6. Platz war bei nur sechs Teilnehmern gleichzeitig der letzte Platz. Trotzdem entsandte ihn der polnische Ringerverband, dessen Trainer das außergewöhnliche Potential von Sandurski erkannt hatten, auch zu den Weltmeisterschaften des gleichen Jahres. Hier gelang ihm im ersten Kampf ein Sieg, er musste aber nach einer Niederlage im zweiten Kampf gegen József Balla aus Ungarn verletzt ausscheiden.
Im Jahr 1978 lief es für ihn besser, denn er erreichte bei der Europameisterschaft in Sofia einen 5. Platz und bei der Weltmeisterschaft in Mexiko-Stadt sogar den 4. Platz, wobei ihm bei der Weltmeisterschaft vier Siege über schwere Gegner gelungen waren und er erst von dem vielfachen Weltmeister und Olympiasieger Soslan Andijew aus der Sowjetunion geschlagen wurde.
1979 gewann Sandurski bei der Europameisterschaft in Budapest die erste Medaille bei einer internationalen Meisterschaft. In den folgenden sechs internationalen Meisterschaften gewann dann Sandurski jedes Mal eine Medaille. Es gelang ihm aber nicht, einen Titel zu gewinnen. Immer wieder scheiterte er an damals überragenden sowjetischen Ringern Soslan Andijew und Salman Chassimikow. Immerhin erreichte er bei den Olympischen Spielen 1980 in Moskau den 3. Platz und gewann somit die Bronzemedaille.
1983 kam Sandurski bei der Europameisterschaft in Budapest nur auf den 6. Platz. Einen umso besseren Wettkampf bestritt er bei der Weltmeisterschaft des gleichen Jahres in Kiew, er kämpfte sich bis in das Finale durch und verlor erst dort gegen Salman Chassimikow.
1984 konnte Sandurski wegen des Boykotts der Olympischen Spiele in Los Angeles durch die sozialistischen Staaten nur an den Europameisterschaften in Jönköping teilnehmen. Dort war er aber sehr erfolgreich, denn er wurde Vizeeuropameister. 1985 war er nur bei der Weltmeisterschaft in Budapest am Start, verpasste aber mit dem 4. Platz knapp eine Medaille. Zum Abschluss seiner internationalen Laufbahn gewann Sandurski bei der Europameisterschaft 1986 in Athen noch einmal eine Bronzemedaille. Insgesamt gewann Sandurski damit bei internationalen Meisterschaften 10 Medaillen. Nur der Sprung auf das oberste Treppchen blieb ihm versagt.
Adam Sandurski ist auch in Deutschlands Ringerkreisen gut bekannt, denn er rang von 1985 bis 1988 für den KSV Witten und anschließend einige Jahre beim AC Hörde 04 in der deutschen Bundesliga.
Adam Sandurski, der Sport studiert hatte, ist mit seiner Familie nach dem Ende seiner aktiven Laufbahn in Witten ansässig geworden.

## Internationale Meisterschaften
| Jahr | Platz  | Wettbewerb                                              | Gewichtsklasse | Ergebnis |
| 1977 | 6.     | EM in Bursa                                             | SS             | nach Niederlagen gegen Marin Tatschew, Bulgarien und Wladimir Parschowkow, Sowjetunion                                                                            |
| 1977 | 10.    | WM in Lausanne                                          | SS             | mit einem Sieg über Janko Andrei, Rumänien und einer Niederlage gegen József Balla, Ungarn                                                                        |
| 1978 | 5.     | EM in Sofia                                             | SS             | mit einem Sieg über Petr Drozda, Tschechoslowakei und Niederlagen gegen Boris Bigajew, UdSSR und Marin Gertschew, Bulgarien                                       |
| 1978 | 1.     | Großer Preis der Bundesrepublik Deutschland in Freiburg | SS             | vor Hans-Jürgen Ziegler, DDR und Alexandrou Szell, Rumänien |
| 1978 | 4.     | WM in Mexiko-Stadt                                      | SS             | mit Siegen über Petar Iwanow, Bulgarien, Ladislau Șimon, Rumänien, Lazaro Morales, Kuba und Petr Drozda und einer Niederlage gegen Soslan Andijew, UdSSR          |
| 1979 | 3.     | EM in Bukarest                                          | SS             | mit Siegen über Petr Drozda und József Balla und Niederlagen gegen Roland Gehrke, DDR und Salman Chassimikow, UdSSR                                               |
| 1979 | 2.     | Großer Preis der Bundesrepublik Deutschland in Freiburg | SS             | hinter Soslan Andijew, UdSSR, vor Thomas Wenzel, DDR |
| 1980 | 3.     | EM in Prievidza                                         | SS             | mit Siegen über Roland Gehrke und Oldřich Vlasák, Tschechoslowakei und Niederlagen gegen Petar Iwanow und Salman Chassimikow                                      |
| 1980 | 1.     | Intern. Turnier in Łódź                                 | SS             | |
| 1980 | Bronze | OS in Moskau                                            | SS             | mit Siegen über Arturo Diaz, Kuba, Spencer Clempner, Großbritannien, Miguel Zambrano, Peru und Janko Andrei und Niederlagen gegen Soslan Andijew und József Balla |
| 1981 | 3.     | EM in Łódź                                              | SS             | mit Siegen über Michael Deutsch, DDR und Slawko Tscherwenkow, Bulgarien und einer Niederlage gegen Salman Chassimikow                                             |
| 1981 | 1.     | Intern. Turnier in Miskolc                              | SS             | vor Szigmondi und Haller, beide Ungarn |
| 1981 | 3.     | WM in Skopje                                            | SS             | mit Siegen über Harold Smith, USA und Petar Iwanow und einer Niederlage gegen Salman Chassimikow                                                                  |
| 1982 | 3.     | EM in Warna                                             | SS             | hinter Soslan Andijew und János Rovnyai, Ungarn und vor Janko Andrei, Petar Iwanow und Strooky Stucki, Schweiz                                                    |
| 1982 | 2.     | WM in Edmonton                                          | SS             | hinter Salman Chassimikow und vor Andreas Schröder, DDR, Reza Shouktesari, Iran, József Balla und Petar Iwanow                                                    |
| 1983 | 1.     | Intern. Turnier in Västeras                             | SS             | vor Nagy, Ungarn und Angel Guerowski, Bulgarien |
| 1983 | 6.     | EM in Budapest                                          | SS             | hinter József Balla, Nikola Zlatew, Bulgarien, Boris Bigajew, Andreas Schröder und Janko Andrei                                                                   |
| 1983 | 1.     | Intern. Turnier in Lodz                                 | SS             | vor Petar Iwanow und Nikolajew, UdSSR |
| 1983 | 2.     | WM in Kiew                                              | SS             | hinter Salman Chassimikow und vor Bruce Baumgartner, USA, Petar Iwanow, Robert Molle, Kanada und Andreas Schröder                                                 |
| 1984 | 2.     | EM in Jönköping                                         | SS             | hinter Salman Chassimikow und vor Andreas Schröder, Tomas Johansson, Schweden, Nikola Zlatew und Alain Befrare, Schweiz                                           |
| 1985 | 4.     | WM in Budapest                                          | SS             | hinter Dawit Gobedschischwili, UdSSR, József Balla und Bruce Baumgartner und vor Andreas Schröder und Domingo Mesa, Kuba                                          |
| 1986 | 3.     | EM in Athen                                             | SS             | hinter Andreas Schröder und Malchas Mermiaschwili, UdSSR und vor Ralf Bremmer, BRD, József Balla und Peter Christow, Bulgarien                                    |
| 1988 | 7.     | OS in Seoul                                             | SS             | nach Niederlage gegen Andreas Schröder, Siegen über Ham, Südkorea und Payne, Kanada, Niederlage gegen Bruce Baumgartner und Sieg über Ralf Bremmer, BRD           |

## Polnische Meisterschaften
Adam Sandurski wurde polnischer Meister im Freistilringen, Superschwergewicht, in den Jahren 1978 bis 1984 und 1988
Erläuterungen
- alle Wettkämpfe im freien Stil
- „SS“ = Superschwergewicht, damals über 100 kg Körpergewicht
- OS = Olympische Spiele, WM = Weltmeisterschaft, EM = Europameisterschaft